# Гомцян, Артюш
Артюш Гомцян (англ. Callum John Smith; род. 7 сентября 1998, Ахалкалаки, Самцхе-Джавахети, Грузия) — грузинский боксёр-любитель, армянского происхождения, выступающий в легчайшей и в лёгкой весовых категориях. Чемпион Европы (2022), бронзовый призёр молодёжного чемпионата Европы (2019), четвертьфиналист Европейских игр (2019) в любителях.

## Биография
Артюш Гомцян родился 7 сентября 1998 года в городе Ахалкалаки, в регионе Самцхе-Джавахети, в Грузии.

## Любительская карьера
С ранних лет увлекся боксом. Является многократным чемпионом Грузии, а также медалистом разных международных соревнований. Занимается в Спортивном комплексе Ахалкалаки, под руководством тренера — Атома Элизбаряна.
В марте 2019 года стал бронзовым призёром молодёжного чемпионата Европы (до 22 лет) во Владикавказе (Россия), в легчайшей весовой категории до 56 кг.
В июне 2019 года стал четвертьфиналистом Европейских игр в Минске (Белоруссия), выступая в весе до 56 кг, где в четвертьфинале в конкурентном бою по очкам (1:4) проиграл немцу Раману Шарафа, — который в итоге стал бронзовым призёром Европейских игр 2019 года.
В мае 2022 года стал чемпионом Европы в Ереване (Армения), в лёгкой весовой категории до 60 кг, в финале одолев испанца Хосе Килеса.